# Geometría conforme

Ejemplo de transformación conforme

En matemáticas, la geometría conforme es el estudio de las transformaciones conformes (aquellas que preservan ángulos) en un espacio. En dos dimensiones reales, la geometría conforme es precisamente la geometría de las superficies de Riemann. En más de dos dimensiones, la geometría conforme puede referirse tanto al estudio de las transformaciones conformes en los espacios "planos" (como por ejemplo los espacios euclídeos o las esferas), o más comúnmente, para el estudio de las variedades conformes que son variedades de Riemann dotadas de una clase de métrica definida a falta de escala. El estudio de esas estructuras se llama a veces geometría de Möbius, y es un tipo de geometría de Klein (disciplina llamada así en referencia al matemático alemán Felix Klein).

## Variedades conformes
Una variedad conforme es una variedad pseudoriemanniana equipada con una clase de equivalencia de tensores métricos, en la que dos métricas g y h son equivalentes si y solo si se cumple que:
{\displaystyle h=\lambda ^{2}g,}
donde λ es una función infinitamente diferenciable de valor real definida en la variedad y se denomina factor conforme. Una clase de equivalencia de tales métricas se conoce como métrica conforme o clase conforme. Por lo tanto, una métrica conforme puede considerarse como una métrica que solo se define prescindiendo de la escala. A menudo, las métricas conformes se tratan seleccionando una métrica de la clase conforme y aplicando solo construcciones conformemente invariantes a la métrica elegida.
Una métrica conforme es conformemente plana si existe una métrica que la representa y que es plana, en el sentido habitual de que el tensor de curvatura se anula. Quizás solo sea posible encontrar una métrica en la clase conforme que sea plana en un entorno abierto de cada punto. Cuando es necesario distinguir estos casos, a este último caso se le llama localmente conformemente plano, aunque a menudo en la bibliografía no se mantiene ninguna distinción. La n-esfera es una variedad localmente conforme plana que no es globalmente conformemente plana en este sentido, mientras que un espacio euclídeo, un toroide o cualquier variedad conforme que esté recubierta por un subconjunto abierto del espacio euclídeo es (globalmente) conformemente plana en este sentido. Una variedad localmente conforme plana es localmente conforme a una geometría de Möbius, lo que significa que existe un ángulo que preserva un difeomorfismo local de la variedad en una geometría de Möbius. En dos dimensiones, cada métrica conforme es localmente conformemente plana. Para dimensiones n > 3, una métrica conforme es localmente conformemente plana si y solo si su tensor de Weyl desaparece; y en la dimensión n= 3, si y solo si el tensor de Cotton se anula.
La geometría conforme tiene una serie de características que la distinguen de la geometría (pseudo)riemanniana. La primera es que aunque en la geometría (pseudo)riemanniana se tiene una métrica bien definida en cada punto, en la geometría conforme solo se tiene una clase de métricas. Por lo tanto, la longitud de un vector tangente no se puede definir, pero el ángulo entre dos vectores sí se puede definir. Otra característica es que no existe la conexión de Levi-Civita, porque si g y λ2g son dos representantes de la estructura conforme, entonces los símbolos de Christoffel de g y de λ 2g no serían concordantes. Los asociados con λ2g implicarían derivadas de la función λ, mientras que los asociados con g no.
A pesar de estas diferencias, la geometría conforme todavía es manejable. La conexión de Levi-Civita y el tensor de curvatura, aunque solo se definen una vez que se ha seleccionado un representante particular de la estructura conforme, satisfacen ciertas leyes de transformación que involucran a λ y a sus derivadas cuando se elige un representante diferente. En particular, (en dimensiones superiores a 3) el tensor de Weyl resulta no depender de λ, por lo que es un invariante conforme. Además, aunque no existe una conexión de Levi-Civita en una variedad conforme, se puede trabajar con una conexión conforme, que puede manejarse como un tipo de conexión de Cartan modelada según la geometría de Möbius asociada, o como una conexión de Weyl. Esto permite definir la curvatura conforme y otras invariantes de la estructura conforme.

## Geometría de Möbius
La geometría de Möbius es el estudio del espacio euclídeo con un punto añadido en el infinito, o de un "espacio de Minkowski (o pseudoeuclídeo) con un cono nulo añadido en el infinito". Es decir, el escenario es una compactación de un espacio familiar, y la geometría se ocupa de las implicaciones de preservar los ángulos.
A nivel abstracto, los espacios euclídeo y pseudoeuclídeo pueden manejarse prácticamente de la misma manera, excepto en el caso de la dimensión dos. El plano de Minkowski bidimensional compactado exhibe simetría conforme extensiva. Formalmente, su grupo de transformaciones conformes es de dimensión infinita. Por el contrario, el grupo de transformaciones conformes del plano euclídeo compactado es solo de seis dimensiones.

### Dos dimensiones

#### Plano de Minkowski
El grupo conforme para la forma cuadrática de Minkowski q(x, y)= 2xy en el plano es el grupo de Lie abeliano
{\displaystyle \operatorname {CSO} (1,1)=\left\{\left.{\begin{pmatrix}e^{a}&0\\0&e^{b}\end{pmatrix}}\right|a,b\in \mathbb {R} \right\},}
con álgebra de Lie cso(1, 1) que consta de todas las matrices diagonales reales de orden 2 × 2.
Considérese ahora el plano de Minkowski, {\displaystyle \mathbb {R} ^{2}}, equipado con el sistema métrico
{\displaystyle g=2\,dx\,dy~.}
Un grupo de transformaciones conformes de un parámetro da lugar a un campo vectorial X con la propiedad de que la derivada de Lie de g en X es proporcional a g. Simbólicamente,
LX g= λg   para algunos λ.
En particular, utilizando la descripción anterior del álgebra de Lie cso(1, 1), esto implica que
1. LX  dx= a(x) dx
2. LX  dy= b(y) dy

para algunas funciones de valor real a y b que dependen, respectivamente, de x e y.
A la inversa, dado cualquier par de funciones con valores reales, existe un campo vectorial X que satisface las condiciones 1 y 2. Por lo tanto, el álgebra de Lie de simetrías infinitesimales de la estructura conforme, el álgebra de Witt, es de dimensión infinita.
La compactación conforme del plano de Minkowski es un producto cartesiano de dos circunferencias S1 × S1. En el espacio recubridor, no hay ningún obstáculo para integrar las simetrías infinitesimales, por lo que el grupo de transformaciones conformes es el grupo de Lie de dimensión infinita.
{\displaystyle (\mathbb {Z} \rtimes \mathrm {Diff} (S^{1}))\times (\mathbb {Z} \rtimes \mathrm {Diff} (S^{1})),}
donde Diff(S1) es el difeomorfismo de la circunferencia.
El grupo conforme CSO(1, 1) y su álgebra de Lie son de interés en la teoría de campos conforme bidimensional.

#### Espacio euclídeo

Una cuadrícula de coordenadas antes de una transformación de Möbius

La misma cuadrícula después de una transformación de Möbius

El grupo de simetrías conformes de la forma cuadrática
{\displaystyle q(z,{\bar {z}})=z{\bar {z}}}
es el grupo GL1(C)= C×, el grupo multiplicativo de los números complejos. Su álgebra de Lie es gl1(C)= C.
Considérese el plano complejo (euclídeo) equipado con la métrica
{\displaystyle g=dz\,d{\bar {z}}.}
Las simetrías conformes infinitesimales satisfacen que
1. {\displaystyle \mathbf {L} _{X}\,dz=f(z)\,dz}
2. {\displaystyle \mathbf {L} _{X}\,d{\bar {z}}=f({\bar {z}})\,d{\bar {z}},}

donde f verifica las ecuaciones de Cauchy-Riemann y es holomorfa en su dominio (véase álgebra de Witt).
Por tanto, las isometrías conformes de un dominio consisten en autoaplicaciones holomórficas. En particular, sobre la compactación conforme (la esfera de Riemann) las transformaciones conformes están dadas por las transformaciones de Möbius
{\displaystyle z\mapsto {\frac {az+b}{cz+d}}}
donde ad − bc es distinto de cero.

### Dimensiones superiores
En dos dimensiones, el grupo de automorfismos conformes de un espacio puede ser bastante grande (como en el caso de la signatura lorentziana) o variable (como en el caso de la signatura euclídea). La relativa falta de rigidez del caso bidimensional con el de dimensiones superiores se debe al hecho analítico de que los desarrollos asintóticos de los automorfismos infinitesimales de la estructura están relativamente libres. En la signatura lorentziana, la condición de libertad se basa en un par de funciones reales valoradas. En el caso euclidiano, la condición de libertad está basada en una única función holomorfa.
En el caso de dimensiones superiores, los desarrollos asintóticos de simetrías infinitesimales son, como máximo, polinomios cuadráticos. En particular, forman un álgebra de Lie de dimensión finita. Las simetrías conformes infinitesimales puntuales de una variedad se pueden integrar precisamente cuando la variedad es un cierto modelo de espacio conformemente plano (salvo tomando cubiertas universales y cocientes de grupos discretos).
La teoría general de la geometría conforme es similar, aunque con algunas diferencias, en los casos de signatura euclídea y pseudoeuclídea. En cualquier caso, hay varias formas de introducir el espacio modelo de geometría conformemente plana. A menos que se desprenda lo contrario del contexto, este artículo trata el caso de la geometría conforme euclidiana en el entendido de que también se aplica, mutatis mutandis, a la situación pseudoeuclidiana.

#### Modelo inversivo
El modelo inversivo de geometría conforme consiste en el grupo de transformaciones locales sobre el espacio euclídeo En generadas por inversión respecto a esferas. Por el teorema de Liouville, cualquier transformación local (conforme) que preserve los ángulos tiene esta forma. Desde esta perspectiva, las propiedades de transformación del espacio conforme plano son las de la geometría inversiva.

#### Modelo proyectivo
El modelo proyectivo identifica la esfera conforme con una determinada cuádrica en un espacio proyectivo. Sea q la forma cuadrática lorentziana en 'Rn+2 definida por
{\displaystyle q(x_{0},x_{1},\ldots ,x_{n+1})=-2x_{0}x_{n+1}+x_{1}^{2}+x_{2}^{2}+\cdots +x_{n}^{2}.}
En el espacio proyectivo P(Rn+2), sea S el lugar geométrico de q= 0. Entonces S es el modelo proyectivo (o de Möbius) de geometría conforme. Una transformación conforme en S es una transformación lineal proyectiva de P(Rn+2) que deja la cuádrica invariante.
En una construcción relacionada, la cuádrica S se considera la esfera celeste, en el infinito del cono nulo en el espacio de Minkowski Rn+1,1, que está equipado con la forma cuadrática q como se indicó anteriormente. El cono nulo está definido por
{\displaystyle N=\left\{(x_{0},\ldots ,x_{n+1})\mid -2x_{0}x_{n+1}+x_{1}^{2}+\cdots +x_{n}^{2}=0\right\}.}
Este es el cono afín sobre la cuádrica proyectiva S. Sea N+ la parte futura del cono nulo (con el origen eliminado). Entonces, la proyección tautológica Rn+1,1 \ {0} → P(Rn+2) se restringe a una proyección N+ → S. Esto le da a N+ la estructura de un haz lineal sobre S. Las transformaciones conformes en S son inducidas por la transformación ortocrona de Lorentz de Rn+1,1, ya que son transformaciones lineales homogéneas que preservan el futuro cono nulo.

#### Esfera euclídea
Intuitivamente, la geometría conformemente plana de una esfera es menos rígida que la geometría de Riemann de una esfera. Las simetrías conformes de una esfera se generan por la inversión de todas sus n-esferas. Por otro lado, las isometrías riemannianas de una esfera se generan mediante inversiones en hiperesferas geodésicas (véase el teorema de Cartan-Dieudonné). La esfera euclídea se puede asignar a la esfera conforme de manera canónica, pero no al revés.
La esfera unitaria euclídea es el lugar geométrico en 'Rn+1 tal que
{\displaystyle z^{2}+x_{1}^{2}+x_{2}^{2}+\cdots +x_{n}^{2}=1.}
Esto se puede asignar al espacio de Minkowski Rn+1,1 dejando
{\displaystyle x_{0}={\frac {z+1}{\sqrt {2}}},\,x_{1}=x_{1},\,\ldots ,\,x_{n}=x_{n},\,x_{n+1}={\frac {z-1}{\sqrt {2}}}.}
Se ve fácilmente que la imagen de la esfera bajo esta transformación es nula en el espacio de Minkowski, por lo que se encuentra en el cono N+. Por consiguiente, determina una sección transversal del haz de líneas N+ → S.
Sin embargo, se realizó una elección arbitraria. Si κ(x) es cualquier función positiva de x= (z, x0, ..., xn), entonces la asignación
{\displaystyle x_{0}={\frac {z+1}{\kappa (x){\sqrt {2}}}},\,x_{1}=x_{1},\,\ldots ,\,x_{n}=x_{n},\,x_{n+1}={\frac {(z-1)\kappa (x)}{\sqrt {2}}}}
también proporciona una aplicación en N+. La función κ es una elección arbitraria de escala conforme.

#### Métricas representativas
Un variedad de Riemann representativa en la esfera es una métrica que es proporcional a la métrica de la esfera estándar. Esto da una realización de la esfera como variedad conforme. La métrica de la esfera estándar es la restricción de la métrica euclídea en 'Rn+1
{\displaystyle g=dz^{2}+dx_{1}^{2}+dx_{2}^{2}+\cdots +dx_{n}^{2}}
a la esfera
{\displaystyle z^{2}+x_{1}^{2}+x_{2}^{2}+\cdots +x_{n}^{2}=1.}
Un representante conforme de g es una métrica de la forma λ2g, donde λ es una función positiva en la esfera. La clase conforme de g, denotada [g], es la colección de todos esos representantes:
{\displaystyle [g]=\left\{\lambda ^{2}g\mid \lambda >0\right\}.}
Una incrustación de la esfera euclídea en N+, como en la sección anterior, determina una escala conforme en S. Por el contrario, cualquier escala conforme en S viene dada por dicha incorporación. Así, el haz de líneas N+ → S se identifica con el haz de escalas conformes en S: dar una sección de este paquete equivale a especificar una métrica en la clase conforme [g].

#### Modelo métrico soporte
Otra forma de realizar métricas representativas es a través de un sistema de coordenadas especial en Rn+1, 1. Supóngase que la n-esfera euclídea S lleva asociado un sistema de coordenadas estereográficas. Esto consiste en la siguiente aplicación Rn → S ⊂ Rn+1:
{\displaystyle \mathbf {y} \in \mathbf {R} ^{n}\mapsto \left({\frac {2\mathbf {y} }{\left|\mathbf {y} \right|^{2}+1}},{\frac {\left|\mathbf {y} \right|^{2}-1}{\left|\mathbf {y} \right|^{2}+1}}\right)\in S\subset \mathbf {R} ^{n+1}.}
En términos de estas coordenadas estereográficas, es posible dar un sistema de coordenadas en el cono nulo N+ en el espacio de Minkowski. Usando la incrustación dada arriba, la sección métrica representativa del cono nulo es
{\displaystyle x_{0}={\sqrt {2}}{\frac {\left|\mathbf {y} \right|^{2}}{1+\left|\mathbf {y} \right|^{2}}},x_{i}={\frac {y_{i}}{\left|\mathbf {y} \right|^{2}+1}},x_{n+1}={\sqrt {2}}{\frac {1}{\left|\mathbf {y} \right|^{2}+1}}.}
Ahora, se introduce una nueva variable t correspondiente a dilataciones hasta N+, de modo que las coordenadas del cono nulo resultan según las expresiones siguientes:
{\displaystyle x_{0}=t{\sqrt {2}}{\frac {\left|\mathbf {y} \right|^{2}}{1+\left|\mathbf {y} \right|^{2}}},x_{i}=t{\frac {y_{i}}{\left|\mathbf {y} \right|^{2}+1}},x_{n+1}=t{\sqrt {2}}{\frac {1}{\left|\mathbf {y} \right|^{2}+1}}.}
Finalmente, sea ρ la siguiente función definitoria de N+:
{\displaystyle \rho ={\frac {-2x_{0}x_{n+1}+x_{1}^{2}+x_{2}^{2}+\cdots +x_{n}^{2}}{t^{2}}}.}
En las coordenadas t, ρ, y en Rn+1,1, la métrica de Minkowski toma la forma:
{\displaystyle t^{2}g_{ij}(y)\,dy^{i}\,dy^{j}+2\rho \,dt^{2}+2t\,dt\,d\rho ,}
donde gij es la métrica de la esfera.
En estos términos, una sección del haz N+ consiste en una especificación del valor de la variable t= t(yi) en función de yi en el cono nulo ρ= 0. Esto produce la siguiente representación de la métrica conforme en S:
{\displaystyle t(y)^{2}g_{ij}\,dy^{i}\,dy^{j}.}

#### Modelo kleiniano
Considérese primero el caso de la geometría conforme plana según la signatura métrica euclídea. El modelo n-dimensional es la esfera celeste del espacio Lorentziano (n + 2)-dimensional Rn+1,1. Aquí, el modelo es una geometría de Klein: un espacio homogéneo G/H donde G= SO(n + 1, 1) actúa sobre el espacio lorentziano de dimensión (n + 2) Rn+1,1 y H es el grupo de isotropía de un rayo fijo nulo en el cono de luz. Por lo tanto, los modelos conformemente planos son los espacios de la geometría de inversión. Para el espacio pseudoeuclídeo de signatura métrica (p, q), la geometría plana del modelo se define de manera análoga como el espacio homogéneo O(p + 1, q + 1)/H, donde H se toma nuevamente como el estabilizador de una línea nula. Debe tenerse en cuenta que tanto el espacio modelo euclídeo como el pseudoeuclídeo son compactos.

#### Álgebras conformes de Lie
Para describir los grupos y álgebras involucradas en el espacio modelo plano, debe fijarse la siguiente fórmula en Rp+1,q+1:
{\displaystyle Q={\begin{pmatrix}0&0&-1\\0&J&0\\-1&0&0\end{pmatrix}}}
donde J es una forma cuadrática de signatura (p, q). Entonces G= O(p + 1, q + 1) consta de matrices de orden (n + 2) × (n + 2) que estabilizan Q : tMQM= Q. El álgebra de Lie admite una descomposición de Cartan
{\displaystyle \mathbf {g} =\mathbf {g} _{-1}\oplus \mathbf {g} _{0}\oplus \mathbf {g} _{1}}
donde
{\displaystyle \mathbf {g} _{-1}=\left\{\left.{\begin{pmatrix}0&^{t}p&0\\0&0&J^{-1}p\\0&0&0\end{pmatrix}}\right|p\in \mathbb {R} ^{n}\right\},\quad \mathbf {g} _{-1}=\left\{\left.{\begin{pmatrix}0&0&0\\^{t}q&0&0\\0&qJ^{-1}&0\end{pmatrix}}\right|q\in (\mathbb {R} ^{n})^{*}\right\}}
{\displaystyle \mathbf {g} _{0}=\left\{\left.{\begin{pmatrix}-a&0&0\\0&A&0\\0&0&a\end{pmatrix}}\right|A\in {\mathfrak {so}}(p,q),a\in \mathbb {R} \right\}.}
Alternativamente, esta descomposición concuerda con una estructura del álgebra de Lie natural definida en Rn ⊕ cso(p, q) ⊕ (Rn)∗.
El estabilizador del rayo nulo que apunta hacia el último vector de coordenadas viene dado por la subálgebra de Borel
h = g0 ⊕ g1.